# Con Funk Shun

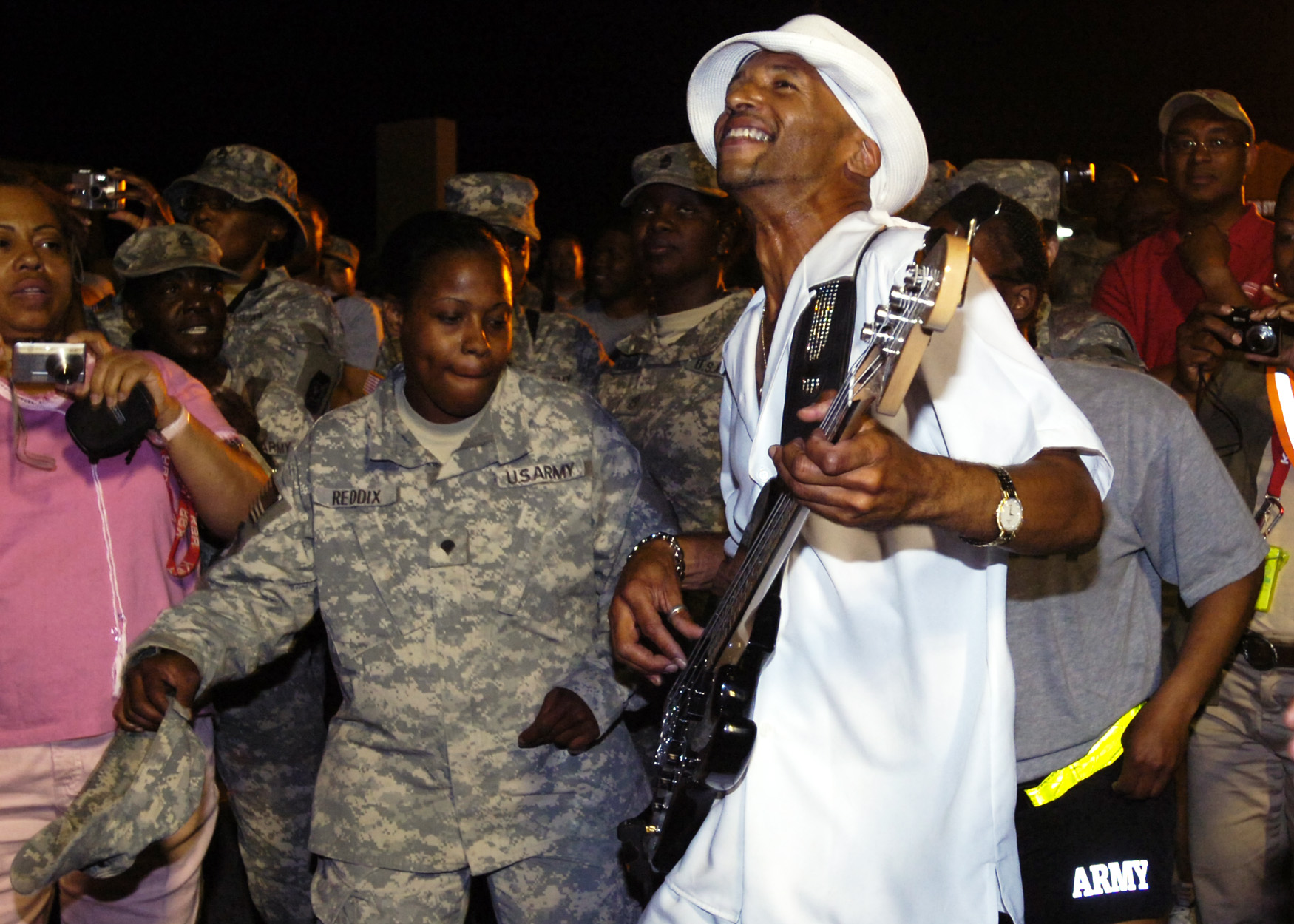
E.Q. Young, bassiste du groupe

Con Funk Shun (aussi connu sous le nom Project Soul) est un groupe américain de musique soul, funk et rhythm and blues créé en 1968 à Vallejo. 
Leurs plus grands succès sont les albums Secrets (1977), Loveshine (1978), Candy (1979) et Spirit of Love (1979), tous les quatre certifiés disques d'or aux États-Unis. Certains de leurs titres ont rencontré un grand succès et ont été classés dans le Hot R&B/Hip-Hop Songs, notamment Ffun (1977, no 1), Shake and Dance with Me (1978, no 5), Chase Me (1979, no 4), Got to Be Enough (1980, no 8) et Too Tight (1980, no 8).
Leur titre Love's Train a été repris par le célèbre duo Silk Sonic (composé de Bruno Mars et Anderson .Paak) en 2022.

## Membres

### Formation originale
- Michael Cooper - guitare, chant
- Karl Fuller - trompette, bugle, chant
- Paul « Zebulon » Harrell - saxophone, flûte, chant
- Cedric Martin - guitare basse, chant
- Louis A. McCall, Sr. - batterie, percussions, chant
- Felton Pilate - trombone, trompette, clavier, guitare, chant
- Danny « Sweet Man » Thomas - clavier, chant

### Membre additionnel
- Melvin Carter - claviers, chant (dans l'album Burnin' Love en 1986).

## Discographie

### Albums
- Organized Con Funk Shun (1973), Fretone
- The Memphis Sessions (1973), Fretone
- Con Funk Shun (1976), Mercury
- Secrets (1977), Mercury
- Loveshine (1978), Mercury
- Candy (1979), Mercury
- Spirit of Love (1980), Mercury
- Touch (1980), Mercury
- 7 (1981), Mercury
- To the Max (1982), Mercury
- Fever (1983), Mercury
- Electric Lady (1985), Mercury
- Burnin' Love (1986), Mercury
- Live For Ya A** (1996)
- More Than Love (2015)

### Singles
- Clique (1974)
- Sho Feels Good To Me (1977) - no 66 R&B singles
- Confunkshunizeya (1978) - no 31 R&B
- Ffun (1978) - no 1 R&B, no 23 Pop singles
- Shake And Dance With Me (1978) - no 5 R&B, no 60 Pop
- So Easy (1978) - no 28 R&B
- (Let Me Put) Love on Your Mind (1979) - no 24 R&B
- Chase Me (1979) - no 4 R&B
- Da Lady (1980) - no 60 R&B
- By Your Side (1980) - no 27 R&B
- Got To Be Enough (1980) - no 8 R&B, no 20 Club Play
- Happy Face (1980) - no 87 R&B
- Bad Lady (1981) - no 19 R&B
- Lady's Wild (1981) - no 42 R&B
- Too Tight (1981) - no 8 R&B, no 40 Pop, no 25 Club Play
- Ain't Nobody, Baby (1982) - no 31 R&B
- Straight From The Heart (1982) - no 79 R&B
- Baby I'm Hooked (Right into Your Love) (1983) - no 5 R&B, no 76 Pop
- Ms. Got-The-Body (1983) - no 15 R&B
- Love's Train/You Are The One (1983) - no 47 R&B
- Don't Let Your Love Grow Cold (1984)- no 33 R&B
- Electric Lady (1985) - no 4 R&B, no 32 Dance Sales (en)
- I'm Leaving Baby (1985) - no 12 R&B
- Tell Me What You're Gonna Do (1985) - no 47 R&B
- Burnin' Love (1986) - no 8 R&B; UK no 68[3]
- She's a Star (1986) - no 80 R&B
- Throw It Up, Throw It Up (1996) - no 84 R&B